# Эйд мак Фелим Уа Конхобайр
Эйд мак Фелидлимид Уа Конхобайр (Хью МакФелим О’Коннор), известный как Эйд на нГалл (Эйд Иностранец) (? — 3 мая 1274) — король Коннахта из династии О’Коннор (1265—1274) . С 1258 года был соправителем своего отца Фелима Уа Конхобайра. Ему приписывают переломный момент в расширении англо-норманнского господства в Коннахте в битве при Ат-ан-Чипе. Эйд использовал другой подход, чем его отец, в отношениях с властью английской короны в Ирландии, полагаясь на союзы с гэльско-говорящим миром и став главным сторонником попытки Брайана Уа Нейла возродить верховную королевскую власть Ирландии. Его прозвище «нГалл» (Иностранец или Гебридец) происходит от его брака в 1259 году с дочерью Дугала мак Руайдри, короля Гебридских островов, которая принесла ему 160 воинов-галлогласов под командованием младшего брата Алана в качестве приданого.

## Ранний период жизни
Старший сын Фелима Уа Конхобайра (? — 1265), короля Коннахта в 1233—1265 годах. В 1249 году записано, что сын Фелима, предположительно Эйд, устроил засаду на свиту молодых англо-нормандских дворян на пути к замку Слайго, убив семерых из них. Их сопровождал член семьи де Бермингем из Афенри, а затем Эйд совершил набег на их земли со своими сторонниками. Один из его товарищей был схвачен членом семьи по имени Героитин, что побудило Эйда преследовать их, пока ему не удалось убить Георойтина и освободить своего товарища, который позже умер от ран . В ответ Морис Фицджеральд 2-й лорд Оффали, собрал армию и двинулся в Коннахт, вынудив Эйда и его отца Фелима собрать свою казну и отступить в Брейфне на севере Ирландии, в то время как Морис утвердил в качестве короля Коннахта Тойрделбаха, сына Эйда Уа Конхобайра.
Однако власть Тойрделбаха была сильно ослаблена, когда его сыновья развязали войну, вопреки совету Тойрделбаха, положив начало Первой битве при Афенри, где ирландцы потерпели поражение (15 августа 1249). В следующем 1250 году Фелим во главе армии вошел в Коннахт из Тир Эогайна, вынудив Тойрделбаха бежать к своим бывшим союзникам за поддержкой. Вместо этого они заключили мир с Фелимом и вновь признали его королем Коннахта. В 1253 году О’Рейли, все более независимые от короля Брейфне, вассала короля Коннахта, объединились с соперником Фелима Каталом Уа Конхобайром, который был изгнан им из королевства в 1250 году. Они грабили Муинтир Эолий, пока не прибыл Эйд и полностью их разбил. В 1255 году Эйд отправился на север в королевство Тир Эогайн и заключил мир с изгнанниками из Коннахта, которые укрывались там из-за страха перед его отцом. Они вместе отправились обратно в Коннахт, в то время как потомки Руайдри Уа Конхобайра, соперничающие претенденты на трон, и их англо-нормандские союзники наблюдали, но, согласно анналам, не осмелились атаковать.
В 1256 году гражданская война в королевстве Брейфне достигла апогея между двумя правящими кланами О’Рурк (Ó Ruairc) и О’Рейли (Ó Raghallaigh). Уолтер де Бург, 1-й граф Ольстера, собрал армию и вступил в Мейо и разграбил регион, хотя ему не удалось встретиться со своими союзниками О’Рейли. Эйд в союзе с Конхобаром О’Рурком, королем Брейфне, поднял свою собственную армию и встретил силы О’Рейли в битве при Маг-Слехте . Армия О’Рурка первоначально была трижды отбита силами О’Рейли, пока армия Коннахта вышла на первый план во главе с Эйдом и сокрушила их, убив в тот день «всю их знать».
О’Рейли рассредоточились и попытались перегруппировать часть своих сил, но их преследовали О’Рурки, которые разбили их в последующей стычке, убив ещё 36 человек. Затем О’Рейли отправили к де Бургу дополнительных послов с просьбой опустошить Коннахт, чтобы де Бург и его армия грабили церкви вокруг Кешкоррана, но не вступали в связь с армией своих союзников, опасаясь дать бой Эйду. Две армии, таким образом разделились, а Эйд решил начать внезапную атаку на оставшиеся силы О’Рейли, выступив пешком без брони и с небольшим количеством воинов, чтобы пересечь восточный берег реки Шеннон, снова победив О’Рейли и взяв много отрубленных голов врагов, чтобы подарить их отцу. Вскоре после этого из Англии прибыл новый юстициарий Алан ла Зуш. Эйд встречался с ним независимо от его отца, и Алан Ла Зуш дал гарантии, что он или территория его отца больше не будет уменьшаться, пока Ла Зуш занимал свой пост. В конце 1256 года О’Рурки заключили сепаратный мир с англо-норманнами, неприемлемый для Эйда и его отца, поскольку они должны были представить их как своих повелителей или, по крайней мере, дать разрешение на такое перемирие. Это привело к короткому периоду конфликта и набегов Эйда, но к началу 1257 года между ними был заключен мир .
В рамках подчинения Брейфне Эйду был предоставлен каменный замок на острове Черри на озере Гарадис-Лох и он разместил в нём свой гарнизона. В 1257 году он ослепил своих двоюродных братьев и соперников Катала Куирчеха, сына Эйда Уа Конхобайра и внука того же самого Эйда, сына Конхобара, в нарушение своих гарантий не причинять им вреда. В том же году зарегистрировано больше конфликтов с О’Рурками, его замок на острове Черри был взят, хотя его гарнизону было позволено уйти невредимым. В отместку Эйд сверг Конхобара О’Руира, короля Брейфне, заменив его человеком по имени Ситрек, но вскоре после этого он был убит сыном Конхобара Домналом. Позже в том же году он снова совершил набег на королевство Брейфне, разграбив церковь в Фенаге, в то время как некоторые из его последователей также разорили земли МакШамрадайн (Макговерн).

## Соправитель отца в Коннахте в 1258—1265 годах
К 1258 году Эйд правил как король вместе со своим отцом Фелимом Уа Конхобайром. Во время этого совместного правления со своим отцом он стал фактическим повелителем Брейфне и в результате проводил свою собственную политику. Он захватил Домнала, сына Конхобара, держал его в заложниках, но позже освободил и поставил его королем в Брейфне. Также в этом году он отправился без отца в Cáel Uisce с Тадгом О’Брайаном, наследником Томонда, и признал Брайана Уа Нейла верховным королем Ирландии, передав ему заложников Коннахта в знак этого. Взамен Брайан обеспечил передачу всех заложников О’Рейли и О’Рурков Эйду, тем самым признав его контроль над Брейфне. Это удвоило размер территории, находящейся под контролем Эйда и Фелима. Вскоре после того, как Эйд и люди из Брейфне свергнули Домнала, поскольку он возмутил своих подданных, убив вождя Теллах Дунхада, и заменил его на Арт мака Катайла Уа Руирка. В 1259 году Эйд женился на дочери Дугала мак Руайдри, короля Гебридских островов, которая принесла ему 160 воинов-галлогласов . Он заключил в тюрьму Арта Мак Катайла по неизвестной причине и на заседании Брайана Уа Нилла, заключил мир с бывшим королем Домналлом и разрешил ему вернуться на трон в Брейфне.
В 1260 году Эйд мак Фелим Уа Конхобайр участвовал в битве при Дауне, где Брайан Уа Нил был побежден и убит англичанами Ольстера. Эйду удалось бежать, но Уолтер де Бург в отместку разорил Роскоммон, в то время как Эйд и его отец собрали армию на севере провинции, что побудило де Бурга заключить мир и отступить. Его подчиненный король Домналл умер в том же году, а в 1261 году Арт мак Катайл бежал в Брейфне, собрал силы и сжег одну из его цитаделей, победив отряд Эйда. После этого Эйд решил помириться с Артом и даже согласился отдать ему сына на воспитание. В следующем году армия под командованием де Бурга, юстициария и Джона де Вердена опустошила Роскоммон. Фелим послал свои стада скота на север, в Тир-Конайлл, в то время как Эйд отправился в теперь неохраняемые земли своих врагов в Мейо и на юге Коннахта, сжигая города и убивая многих. В ответ армия де Бурга заключила мир с Фелимом и Эйдом. Последний и де Бург в ту ночь делили одну комнату и одну кровать в знак их новых хороших отношений.
Это не продлилось долго, и в следующем году Эйд снова начал набеги на английские территории, поэтому де Бург снова вошел в Роскоммон, но не смог вступить в бой с силами Эйда и покинул землю, неся потери от постоянных перестрелок. В Атлоне в следующем году были проведены новые мирные переговоры, при этом Эйд и его отец прибыли с большой армией в качестве демонстрации силы, так что мир был быстро заключен между ними, юстициаром, графом Ольстером и другими главными англо-нормандскими лордами.

## Единоличный король Коннахта 1265—1274 годах
В 1265 году отец Эйда Фелим скончался, и он принял единоличное правление, совершив захватывающий набег на Фицджеральдов в Оффали и разрушив несколько их замков на севере Коннахта. Он также ослепил своего родственника и соперника Катала О’Конхобайра, который вскоре скончался от полученных ран. В 1266 году он сверг Арта О’Руайра, поставил на его место Конхобара Байде и взял в заложники всех вождей Брейфне. Сторонники Эйда также убили многих ленстерменов и валлийских поселенцев на западе Коннахта, принеся ему 31 отрубленную голову . В 1267 году о смерти Эйда сообщили по всей Ирландии после того, как он тяжело заболел, и де Бург совершил набег на его земли, пока он лежал недееспособным. К следующему году он выздоровел и был вызван на Атлон англо-норманнами, но отказавшись приехать, собрал армию и победил их в битве при Faes . В 1269 году доверенный офицер Эйда, Имар О’Бирн, ушел в отставку в монастырь, в то время как Эйд снова заболел, так что новому юстициарию из Англии удалось построить замок в Роскоммоне без сопротивления .
В 1270 году Уолтер де Бург и его союзник юстициар Ирландии собрали большую армию и вошли в Роскоммон, где расположились лагерем на две ночи. Они решили перейти на восточный берег реки Шеннон и оставили позади небольшой отряд людей юстициария. Эйд собрал свою армию и послал отряд, чтобы атаковать отряд людей графа в лесу Конмайн. Англо-нормандские лорды под руководством Уолтера де Бурга посоветовали ему заключить мир с Эйдом, чтобы Уиллиам Ок, сын Ричарда Мора де Бурга, и некоторые из его последователей были отправлены в лагерь Эйда для переговоров, но вместо этого Аэд просто взял его в плен и убил двух из его последователей. Когда Уолтер де Бург узнал об этом, он отступил к Ат-ан-Чипу, но Эйд начал партизанские атаки, пока их армия маршировала, как рассказывают анналы; «потому что в эти две ночи О Конхобаир (Эйд) бродил вокруг них, как свирепый, раздирающий могучий лев крадется вокруг своих врагов и убивает их, так что он не позволяет им есть или отдыхать». Войска Уолтера де Бурга, наконец, прибыли. Битва при Ат-ан-Чипе началась, когда силы Эйда напали на армию де Бурга, разгромив их авангард и выбив их с тыла. Тойрделбах Уа Бриайн был в одиночку убит графом, но его армия потерпела поражение, оставив позади множество рыцарей и солдат мертвыми на поле, а также огромную награду в 100 лошадей. Уиллиам Ок был убит в плену впоследствии в отместку за убийство Тойрделбаха, замки Ат-Ангайле, Слиаб-Луга и Килколман были разрушены, а несколько городов, таких как Роскоммон, также были сожжены.
Уолтер де Бург умер в Голуэе в следующем году, а Эйд разрушил замки в Слайго, Темплхаусе и Атлиге . В 1272 году он разрушил замок Роскоммон и разграбил Мит до Гранара, разместив флот кораблей на Лох-Ри, который разорил окружающие земли.

## Смерть и наследие
Эйд мак Фелим Уа Конхобайр скончался 3 мая 1274 года. В ирландских анналах нет упоминания о сыновьях Эйда, и ему наследовал Эоган, внук Эйда Уа Конхобайра, который правил всего три месяца, прежде чем был убит своим двоюродным братом Руайдри. Его сменил Катал Далл, ещё один внук Эйда Уа Конхобайра, который правил всего две недели и был убит. Ещё один внук Эйда, Так, сын Тойрделбаха, стал королем Коннахта до своей смерти в 1278 году от рук сыновей владыки Маг Луирга, после чего незаконнорожденный брат Эйда Эйд Муймнех стал королем .
Отсутствие у Эйда мак Фелима Уа Конхобайра четкого преемника означало, что после его смерти его королевство погрузилось в междоусобицу. В период с 1274 по 1316 год в Коннахте было тринадцать королей; девять из них были убиты своими же родственниками, а двое свергнуты. Королевский трон Коннахта был яблоком раздора для нескольких фракций и нескольких чужаков, которые могли претендовать на царство в этот период хаоса. В результате преемники Эйда не смогли развить его достижения как короля.